# Абрамов, Соломон Абрамович
Соломон Абрамович Абрамов (1884, Могилёвская губерния — 1957, Москва) — российский редактор и издатель.
Учился в коммерческом училище в Гомеле, затем окончил филологический факультет Казанского университета.
В 1904 году организовал в Киеве издательство «Рассвет», занимавшееся выпуском художественных открыток, в том числе просветительского характера (с портретами писателей и краткими сведениями о них). Издательство получило название по картине Вильгельма Котарбинского, с серии репродукций которого началась его работа. Среди других художников, чьи картины Абрамов публиковал в виде открыток, были Абрам Маневич, Борис Романовский. Особой популярностью пользовались серии юмористических открыток работы Владимира Кадулина.
В 1916 году перебрался в Москву, где задумал посвящённое литературе об искусстве издательство «Творчество». Первым изданием «Творчества» стала в 1917 году сказка Алексея Ремизова «Сторона небывалая», напечатанная на шести открытках с иллюстрациями Д. Моора. В течение пяти лет Абрамов выпустил в своём издательстве ряд стихотворных сборников, в том числе «Иверни» Максимилиана Волошина и первое издание «Путём зерна» Владислава Ходасевича, семь номеров литературного журнала «Москва», три номера журнала «Русское искусство», монографии «Живопись Кончаловского» П. П. Муратова и «Первый музей новой западной живописи» Я. А. Тугендхольда, ряд других изданий. С журналами и альманахами Абрамова сотрудничали ведущие литераторы и художники: Лев Бакст (предоставивший издательству логотип), Владимир Фаворский, Анна Остроумова-Лебедева, Сергей Чехонин, Осип Мандельштам, Михаил Кузмин, Евгений Замятин и другие. Одновременно в начале 1920-х гг. Абрамов подготовил ряд книг по искусству для Госиздата. В собственном издательстве в 1922 году выпустил сборник своих сонетов «Зелёный зов».
В 1926 году Абрамов выступил одним из учредителей и пайщиков Московского художественного издательства. В дальнейшем работал как редактор в различных государственных издательствах.